# سوق الأحد (الظهار)

تعديل مصدري - تعديل

سوق الأحد محلة تابعة لقرية العدن الاسفل، التابعة لعزلة ثواب الاسفل بمديرية الظهار إحدى مديريات محافظة إب في الجمهورية اليمنية.، بلغ تعداد سكانها 221 حسب تعداد اليمن لعام 2004.